# 今泉清保
今泉 清保（いまいずみ せいほ、1968年7月1日 - ）は、日本の男性アナウンサー、ジャーナリスト、ライター。福岡放送（FBS）アナウンサー・報道記者→フリーアナウンサー→青森テレビ（ATV）ニュースキャスター→アナウンサー。青森県青森市生まれ。身長160cm。

## 来歴・人物
青森市立佃小学校、青森市立沖館中学校、青森県立青森高等学校卒業後、国立国会図書館職員をしながら青山学院大学文学部第二部を卒業。
大学4年時に「就職活動をしたい」という理由でFBSを受験し内定を得たことで国会図書館を退職し、1991年にFBSへ入社しアナウンサーとなる（FBSの同期には舘恭子、酒井健治、中村明美が、NNN・NNS系列の同期には元中京テレビの小林美穂子、元日本テレビの藪本雅子、青森放送の秋山博子、同郷でミヤギテレビの盛朋子と浮ヶ谷美穂、元山形放送の旗本由紀子がいる）。『ズームイン!!朝!』などを担当していたほか、報道記者やドキュメンタリー番組のディレクターとしても活動していたが、体調を崩したため1998年に退社。
退社後は、フリーとして活動する。2008年、講師派遣サイト「講演依頼.com」に講師として登録。アナウンサー活動のほか、医療に関する講演活動やウェブコラム発表も行う。
2011年6月、地元ATVへ入社。入社へのきっかけについて、母の病気や東日本大震災で地元への思いを強くしたことなどを明かしている。10月から『ATVニュースワイド』のメインキャスターを2015年4月の最終回まで務めた。
地方開催の国体等に足を運ぶなど長年にわたってのフィギュアスケートファンであり、自身のブログでもたびたび話題にしている。
ねぶた師の林広海と山形県南陽市にある東の麓で日本酒の天弓を作っている杜氏の神理は高校の同期にあたる。
フリー時代に後述する『はなまるマーケット』にレギュラー出演していたため、共演者の一人である岡江久美子の訃報の際には、自身のSNSで岡江との思い出話などを語った。

## 関連情報

### 出演番組
FBS時代
- ズームイン!!朝!（日本テレビ系列全国ネット、FBS担当キャスター）

フリー時代
| 期間         | 期間         | 番組名                                          | 役職                                 |
| ------------ | ------------ | ----------------------------------------------- | ------------------------------------ |
| FBS退社直後  | FBS退社直後  | 鉄骨!DASH!!（木更津ケーブルテレビ）             | 番組進行役                           |
| 担当期間不明 | 担当期間不明 | めざましテレビ（フジテレビ）                    | 『めざまし調査隊』コーナーリポーター |
| 担当期間不明 | 担当期間不明 | アッコにおまかせ（TBS）                         | リポーター                           |
| 2000年4月    | 2005年3月    | もっと知りたい! 暮らしQ&A（NHK教育）            | 不定期出演                           |
| 2001年4月    | 2002年3月    | ラジ朝アットモーニング→N天トップ!（テレビ朝日） | メイン司会                           |
| 2002年4月    | 2007年12月   | はなまるマーケット（TBS）                       | 『とくまる』担当                     |
| 2002年10月   | 2011年3月    | YAJIKITA on the road（JFNC）                    | 不定期でのリポーター                 |
| 2003年4月    | 2011年3月    | きょうの健康（NHK教育）                         | Q&Aリポーター                        |
| 2008年1月    | 2011年3月    | レディス4（テレビ東京）                         | 司会                                 |

ATV時代
| 期間       | 期間         | 番組名            | 役職                   |
| ---------- | ------------ | ----------------- | ---------------------- |
| 2011年6月  | 2013年9月    | ATVニュース       | シフト勤務キャスター   |
| 2011年10月 | 2015年4月3日 | ATVニュースワイド | メインキャスター       |
| 2015年4月  | 2018年3月    | わっち!!          | ニュース担当キャスター |

### CM
- 日本経済新聞
- 岩波書店『広辞苑』

### コラム
※いずれもウェブサイト上。
- アナウンサーの生命保険なるほどコラム『清保のセイホ』／保険Qing［保険キューイング］[リンク切れ]
- 今泉清保コラム「医療崩壊、介護崩壊」（『講師の心.com 講演講師からのメッセージ』より）[リンク切れ]